# Авиационная психология
Авиацио́нная психоло́гия (авиапсихология, психология лётного труда:6) — отрасль психологии, целью которой является изучение психологических закономерностей трудовой деятельности авиационных специалистов. Изучение этих закономерностей предполагает исследование всех факторов лётного труда, а вместе с этим — всех частных и общих психических реакций человека на полёт:9. Результаты исследований в области авиационной психологии используются для повышения эффективности и безопасности авиационного труда, а также для улучшения отбора кандидатов в авиационные специалисты.
Возникла на рубеже XIX и XX веков в связи с изобретением летательных аппаратов и возрастающей ролью человеческого фактора. Формировалась под воздействием психофизиологии, психологии труда и инженерной психологии. Выделение авиационной психологии в самостоятельную дисциплину было обусловлено большой специфичностью протекания психических процессов при выполнении полётов. Эта специфика в первую очередь заключается в том, что отрыв человека от земной поверхности влечёт за собой резкое изменение устройства пространственной ориентировки и появление значительного психического напряжения; особенности влияния внешней среды — ускорения, перепады барометрического давления, изменения газового состава атмосферы и так далее — могут оказывать существенное воздействие на центральную нервную систему; большие скорости перемещения воздушного судна и возможность возникновения аварийных ситуаций требуют постоянного сосредоточения внимания, быстрых решений и действий.